# Joséphine-Charlotte a Belgiei
Prințesa Joséphine-Charlotte a Belgiei (11 octombrie 1927 – 10 ianuarie 2005) a fost Mare Ducesă de Luxembourg ca soție a lui Jean, Mare Duce de Luxembourg. A fost verișoara primară a: regelui Harald al V-lea al Norvegiei, Prințesei Astrid a Norvegiei și Prințesei Ragnhild a Norvegiei. Ea a fost primul copil al regelui Leopold al III-lea al Belgiei, sora regilor Baudouin I al Belgiei și Albert al II-lea al Belgiei, și mătușa actualului rege al Belgiei.
Stația de metrou "Joséphine-Charlotte" din Bruxelles este numită după ea.